# El show del mediodía (programa de televisión venezolano)
El show del mediodía fue un programa de televisión venezolano en formato magazine producido por La Tele Tuya desde el 18 de abril de 2022, hasta el 1 de marzo de 2024.
El espacio fue conducido por Leonardo Villalobos y es emitido de lunes a viernes de 12:30 pm a 2:30 pm de la tarde.

## Formato
El programa es una especie de magazine emitido en el horario de la tarde, en la cual se presentan participaciones musicales y artísticas en vivo, entrevistas, y temas tópicos de gastronomía, salud, teatro, turismo, tecnología, economía, deportes y farándula.
El espacio se anunció en febrero de 2022, y se suscitó tras el retiro de Leonardo Villalobos como animador y productor en el canal privado Telemicro de República Dominicana.
El programa inicialmente inició con una duración de 1 hora y 30 minutos, pero posteriormente se alargaría a una duración de 2 horas.